# Euproctis taiwana
Euproctis taiwana är en fjärilsart som beskrevs av Sliv. 1913. Euproctis taiwana ingår i släktet Euproctis och familjen tofsspinnare. Inga underarter finns listade i Catalogue of Life.